# Henri-Charles de Prusse
Frédéric Henri-Charles de Prusse (Friedrich Heinrich Karl von Preußen; 30 décembre 1781, à Berlin, 12 juillet 1846, à Rome) est un prince de Prusse et officier de l'armée.

## Biographie
Henri est un fils de Frédéric-Guillaume II de Prusse (1744-1797) et de sa seconde épouse Frédérique-Louise de Hesse-Darmstadt (1751-1805), fille de Louis IX de Hesse-Darmstadt. Il entre dans l'armée le 5 septembre 1795 comme un fähnrich dans la compagnie du 1er Bataillon de Gardes. Il sert également en tant que oberst au cours de la Quatrième Coalition. À la Bataille d'Iéna, il a un cheval tué sous lui. En 1807, il est nommé commandant d'un régiment d'infanterie. Dans la campagne de 1813, il est au quartier général du général russe Pierre Wittgenstein. Le 31 mai 1815, il est promu au rang de général d'Infanterie.
À partir de 1800 jusqu'à la dissolution du Bailliage de Brandebourg en 1811, Henri sert en tant que coadjuteur d'Auguste Ferdinand de Prusse, le dernier Seigneur Maître du bailliage. Lors de sa dissolution, le frère d'Henri, Frédéric-Guillaume III de Prusse laisse à Auguste le poste de grand maître du grand bailliage de Brandebourg. En 1813, Henri remplace Auguste en tant que grand maître. Sous Henri, le nouvel Ordre met en place un hôpital à Jüterbog et un "l'Institut des diaconesses" (Diakonissenanstalt) à Bucarest. Il est également chevalier de l'Ordre de l'Aigle noir, la Croix de fer, de l'Ordre de Saint-André, de l'Ordre de Saint-Alexandre Nevski et de l'Ordre impérial et militaire de Saint-Georges 3e degré et Chevalier Grand-Croix de l'Ordre de Saint-Vladimir.
Le 12 août 1817 Henri visite l' USS Washington pendant que le navire est en Méditerranée. En 1819, il est l'un des parrains de Georges V de Hanovre, petit-fils de Georges III du Royaume-Uni lors de son baptême à Berlin. Plus tard, en 1819, Henri s'installe à Rome. Il reste de santé fragile. Il passe ses vingt dernières années alitées, avec le major-général Friedrich Wilhelm von Lepel (1774-1840) et à partir de 1845 Helmuth Karl Bernhard von Moltke comme son adjudant.
Il est enterré dans la Cathédrale de Berlin. Le Heinrichplatz à Berlin-Kreuzberg est nommé d'après lui.